# Copa del Pacífico 2018
La Copa del Pacífico 2018 fue un torneo internacional de fútbol de carácter no oficial, fue la 9.ª edición en disputarse en la cual los encuentros tuvieron lugar en el Estadio Banco del Pacífico-Capwell de Guayaquil. Para esta edición participaron solamente equipos ecuatorianos; las semifinales se disputaron el 30 de enero y los encuentros por el 3.° lugar y la gran final se la jugaron el 2 de febrero, el cuadro del Barcelona abandonó la cancha sin jugar la definición de penales ante Guayaquil City, por lo que el City obtuvo el 3.° lugar del campeonato. 
Los conjuntos que estuvieron en la edición fueron; Barcelona Sporting Club, Delfín Sporting Club, Guayaquil City Fútbol Club y el organizador del torneo el Club Sport Emelec.
El cuadro del Emelec obtuvo su 5.° título al derrotar al Delfín por marcador de 3-1, convirtiéndose el cuadro eléctrico en el más ganador de la competición.

## Sistema de juego
Para esta edición regresó el formato de las últimas ediciones en la cual se jugó en formato de eliminación directa es decir 2 semifinales, el encuentro por el 3.° lugar y la final, en caso de igualdad tras finalizar los 90 minutos de juego se tuvo que recurrir a los Tiros desde el punto penal para poder definir al ganador.

## Datos de los equipos participantes
| Equipo         | Calidad                                                         |
| -------------- | --------------------------------------------------------------- |
| Emelec         | Anfitrión y campeón de la Primera División de Ecuador 2017.     |
| Delfín         | Invitado y subcampeón de la Primera División de Ecuador 2017.   |
| Barcelona      | Invitado y semifinalista de la Copa Libertadores 2017.          |
| Guayaquil City | Invitado y décimo lugar de la Primera División de Ecuador 2017. |

## Partidos
|  | Semifinales    | Semifinales |   |           | Final          | Final |  |
|  |                |             |   |           |                |       |  |
|  |                |             |   |           |                |       |  |
|  |                |             |   |           |                |       |  |
|  | Barcelona      | 1           |   |           |                |       |  |
|  | Delfín         | 2           |   |           |                |       |  |
|  |                |             |   |           |                |       |  |
|  |                |             |   |           |                |       |  |
|  |                |             |   |           | Delfín         | 1     |  |
|  |                | Emelec      | 3 |           |                |       |  |
|  |                |             |   |           |                |       |  |
|  |                |             |   |           |                |       |  |
|  |                |             |   |           | 3º puesto      |       |  |
|  |                |             |   |           |                |       |  |
|  | Emelec         | 4           |   | Barcelona | 1              |       |  |
|  | Guayaquil City | 1           |   |           | Guayaquil City | 1     |  |

### Semifinales

#### Explosión Azul 2018
En la temporada del 2018, Emelec realizó su fiesta de gala conocida como Explosión Azul en la Tradicional Copa del Pacífico, como evento preliminar se jugó el partido de Barcelona vs Delfín, luego de la cual, se presentó la plantilla de jugadores y camiseta oficial, durante el medio tiempo hubo un espectáculo musical y de fuegos artificiales.   
| 30 de enero de 2018, 17ː30 | Barcelona            | 1:2 (0:2) | Delfín                   | Estadio Banco del Pacífico Capwell, Guayaquil |                             |
|                            | Nahuelpán 53' (pen.) | Reporte   | González 7' · Ordóñez 8' | Árbitro(s): Roberto Alarcón                   | Árbitro(s): Roberto Alarcón |

| 30 de enero de 2018, 20ː30 | Emelec                                             | 4:1 (2:1) | Guayaquil City | Estadio Banco del Pacífico Capwell, Guayaquil |                         |
|                            | Preciado 19' 52' · Angulo 31' (pen.) · Johnson 88' | Reporte   | Hoyos 43'      | Árbitro(s): Marlon Vera                       | Árbitro(s): Marlon Vera |

### Tercer puesto
| 2 de febrero de 2018, 18ː00 | Barcelona     | 1:1 (1:1) | Guayaquil City | Estadio Banco del Pacífico Capwell, Guayaquil |                           |
| | Nahuelpán 16' | Reporte   | Dorregaray 31' | Árbitro(s): Ángel Hidalgo                     | Árbitro(s): Ángel Hidalgo |
| Barcelona SC se rehusó a definir el tercer lugar mediante tiros desde el punto penal, por tanto Guayaquil City FC se quedó con el 3.° puesto. |               |           |                |                                               |                           |

### Final
| 2 de febrero de 2018, 20ː30 | Delfín      | 1:3 (0:1) | Emelec                                                  | Estadio Banco del Pacífico Capwell, Guayaquil |                            |
|                             | Ledesma 71' | Reporte   | Burbano 10' (pen.) · De Jesús 55' · Preciado 85' (pen.) | Árbitro(s): Daniel Salazar                    | Árbitro(s): Daniel Salazar |

|                                      |
|                                      |
| Club Sport Emelec Campeón 5.° Título |

## Estadísticas

### Goleadores
| Jugador                | Club           |   | PJ |
| ---------------------- | -------------- | - | -- |
| Ayrton Preciado        | Emelec         | 3 | 2  |
| Ariel Nahuelpán        | Barcelona      | 2 | 2  |
| Robert Burbano         | Emelec         | 1 | 1  |
| Marlon de Jesús        | Emelec         | 1 | 1  |
| Ronaldo Johnson        | Emelec         | 1 | 1  |
| Diego Dorregaray       | Guayaquil City | 1 | 1  |
| Michael Hoyos          | Guayaquil City | 1 | 1  |
| Roberto Ordóñez        | Delfín         | 1 | 1  |
| Iván González Ferreira | Delfín         | 1 | 1  |
| Ángel Ledesma          | Delfín         | 1 | 1  |